# Esclerectomía
La esclerectomía es un procedimiento quirúgico que se emplea en oftalmología y consiste en la incisión o extracción de una porción de la esclerótica. La técnica más habitual se denomina esclerectomía profunda no perforante y se utiliza para el tratamiento del glaucoma de ángulo abierto. 

## Esclerectomía profunda no perforante
Conocida de forma abreviada por las siglas EPNP, se basa en la idea de provocar una reduccíón en la presión intraocular mediante la creación de una ruta alternativa de evacuación,  y de esta forma disminuir el exceso de presión intraocular que provoca deterioro progesivo de la capacidad visual en el glaucoma. Se facilita de esta forma la salida del humor acuoso desde la cámara anterior del ojo hacia el espacio subconjuntival (situado bajo la conjuntiva). La técnica tiene el mismo fundamento que la trabeculectomía, aunque su ejecución técnica es diferente.

### Complicaciones
Una de las complicaciones más importante se debe a la perforación accidental de la membrana trabéculo descemética, lo que convierte este procedimiento en perforante y lo asemeja a una trabeculectomía. 